# Reda Benbaziz
Reda Benbaziz (arabisch رضا بن بعزيز; * 9. September 1993 in Bejaia) ist ein algerischer Boxer im Leichtgewicht. Er ist 1,84 m groß und Rechtsausleger.

## Karriere
Benbaziz war Teilnehmer der Junioren-Weltmeisterschaften 2009 in Armenien und der Jugend-Weltmeisterschaften 2010 in Aserbaidschan.
2010 erreichte er Platz 7 bei den World Combat Games in China und gewann 2011 eine Bronzemedaille bei den arabischen Meisterschaften in Katar. Bei den Afrikaspielen 2011 in Mosambik unterlag er erst im  Finalkampf gegen Bruno Julie knapp mit 8:8+ und gewann somit die Silbermedaille. Im Halbfinale hatte er Ayabonga Sonjica besiegt. Bei den arabischen Meisterschaften 2011 in Katar gewann er erneut eine Bronzemedaille.
2013 gewann er die Mittelmeerspiele in der Türkei, wobei er Aboubakr Lbida, Mehmet Topçakan und Hesham Yehia besiegen konnte. Bei den Weltmeisterschaften 2013 in Kasachstan schied er im zweiten Kampf gegen Robenilson de Jesus aus.
2014/15 boxte er für das Team „Algeria Desert Hawks“ in der World Series of Boxing (WSB) und gewann fünf von acht Kämpfen, darunter gegen Detelin Dalakliew, Adlan Abduraschidow und Lindolfo Delgado. Zwei seiner Niederlagen erlitt er gegen Domenico Valentino und Lázaro Álvarez. 2015 gewann er zudem die Afrikaspiele in der Republik Kongo und die Afrikameisterschaften in Marokko. Bei den Weltmeisterschaften 2015 in Katar unterlag er im ersten Duell gegen Elnur Abduraimov.
2016 konnte er sich bei den afrikanischen Ausscheidungskämpfen in Kamerun unter anderem mit einem Sieg gegen Nick Okoth für die Olympischen Spiele in Brasilien qualifizieren. Bei Olympia besiegte er Mahmoud Abdelaal und Adlan Abduraschidow, ehe er im Viertelfinale gegen Dordschnjambuugiin Otgondalai auf Platz 7 ausschied.
Bei den Afrikameisterschaften 2017 in der Republik Kongo gewann er nach Finalniederlage mit 2:3 gegen Nick Okoth die Silbermedaille. Er war damit für die Weltmeisterschaften 2017 in Deutschland qualifiziert, wo er im Achtelfinale gegen Luis Cabrera verlor.
Bei den Mittelmeerspielen 2018 in Spanien gewann er eine Bronzemedaille im Leichtgewicht.